# R-11FM
R-11FM – radziecki pocisk balistyczny krótkiego zasięgu. R-11FM był wariantem pocisku R-11, i jako taki był pierwszym na świecie wprowadzonym do czynnej służby pociskiem wystrzeliwanym z pokładu okrętu podwodnego (SLBM).

## Opis
Począwszy od października 1945 roku Wielka Brytania, USA oraz ZSRR rozpoczęły serię testów na zdobytych lub skompletowanych pociskach V-2, 6 września 1947 roku, „amerykański” V-2 został wystrzelony z pokładu lotniczego lotniskowca USS „Midway” (CV-41), co było pierwszym startem pocisku balistycznego z platformy mobilnej. Od tego momentu na liście priorytetów Marynarki Wojennej Stanów Zjednoczonych znalazły się guided missile ships, czyli okręty zdolne do przenoszenia i wystrzeliwania pocisków rakietowych. Pierwszymi tego typu okrętami miały być wielozadaniowe lotniskowce – przystosowane zarówno do przenoszenia broni balistycznej, jak i wykonywania normalnych dla tego typu jednostek zadań – a także nieukończony pancernik USS „Kentucky” (BB-66) oraz wielki krążownik USS „Hawaii” (CB-3). Zarówno Stany Zjednoczone, jak i Związek Radziecki znały niemiecką ideę podwodnych wyrzutni, ale nie przejawiały wielkiego zainteresowania tą koncepcją, większe nadzieje pokładając w morskich pociskach samosterujących dla uderzeń dalekiego zasięgu. W Stanach Zjednoczonych nowo utworzone siły powietrzne (United States Air Force) prowadziły badania w zakresie technologii balistycznych, współzawodnicząc z kierowanym przez von Brauna programem US Army. W Związku Radzieckim program balistyczny prowadzony był pod nadzorem struktur rządowych, w tym zwłaszcza NKWD oraz Zarządu Artylerii Armii Czerwonej. W 1949 roku w ZSRR przygotowano wstępny projekt rakietowego okrętu podwodnego pod sygnaturą Projekt P-2, którego planowanym zadaniem było wykonywanie uderzeń na cele lądowe. Projekt opracowany został przez CKB-18 (późniejsze biuro konstrukcyjne Rubin). Okręt miał zakładaną wyporność nawodną niemal 5400 ton, a przenosić miał 12 pocisków R-1 (radzieckich wersji V-2) oraz pocisków manewrujących Łastoczka. W realizacji programu tego okrętu napotkano jednak dużą liczbę problemów, których konstruktorzy nie zdołali pokonać, w tym m.in. problemy ze stabilizacją pocisku przed jego odpaleniem. W pierwszej fazie rozwoju morskich systemów rakietowych woda-ziemia zarówno ZSRR, jak i USA traktowały ten rodzaj broni jako broń wyłącznie taktyczną bez znaczenia strategicznego.
Radzieckie prace nad stworzeniem morskiego systemu balistycznego zapoczątkowane zostały rządowym dekretem z 26 stycznia 1954 r. Szefem programu systemu rakietowego D-1 ustanowiono kierownika biura konstrukcyjnego OKB-1 NII-88 Siergieja Korolowa. W latach 1953–1954 Korolow zaproponował morski wariant opracowanego przez OKB-1 pocisku R-11 na paliwo ciekłe – R-11FM ze zmienionymi składnikami paliwa oraz systemami kontroli i naprowadzania. Modyfikacje te zaowocowały między innymi zdolnością systemu nawigacyjnego pocisku do przyjęcia z okrętu danych startowych. Starty testowe R-11FM przeprowadzono w latach 1954–1955 na Czwartym Państwowym Poligonie Testowym w Kapustin Jarze. Po trzech startach z nieruchomego stanowiska, w celu symulowania ruchu, przeprowadzono start z poruszającej się platformy. Biuro OKB-1 opracowało procedurę startową pocisku z pojemnika wynurzonego okrętu, w ramach której pocisk miał być podnoszony w górę, a następnie odpalany znad pojemnika. Marynarka Wojenna ZSRR zażądała wprawdzie możliwości startu pocisku z okrętu zanurzonego, jednakże Korolow przeciwstawił się temu, twierdząc iż start z powierzchni nastąpi w krótszym czasie. Poza pociskiem, program napotkał wiele problemów związanych m.in. z trudnością ustalenia dokładnej pozycji okrętu podwodnego oraz namiarów celu, bezpieczeństwem komunikacji i in.; wszystkie one jednak zostały rozwiązane i do końca roku 1956 opracowano komplet dokumentów konstrukcyjnych.

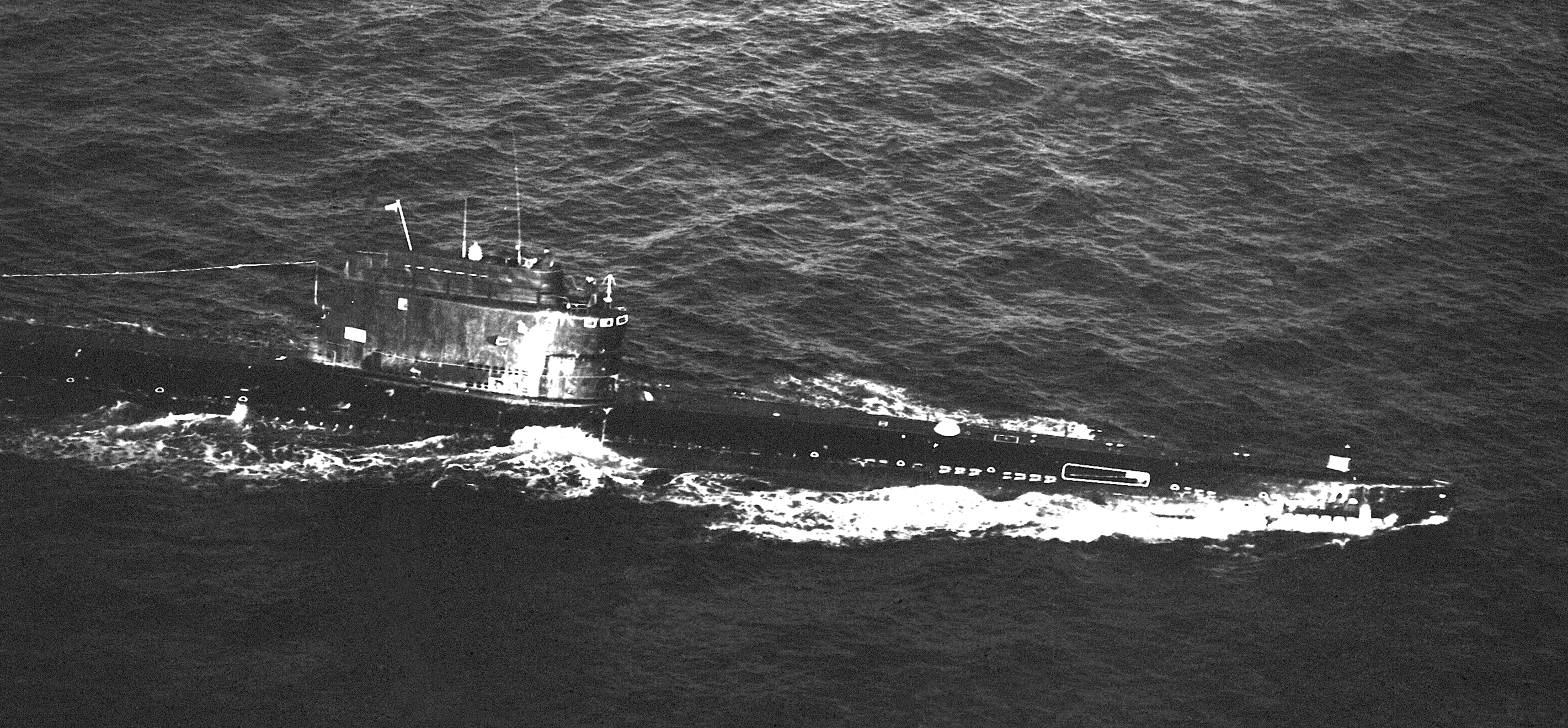
Okręt projektu 611 (kod NATO: Zulu)

Pierwszym na świecie okrętem podwodnym przenoszącym pociski balistyczne był radziecki zmodyfikowany okręt projektu 611 (kod NATO Zulu) – B-67. Na okręcie tym, dwie pionowe wyrzutnie pocisków R-11FM umieszczono w powiększonym kiosku okrętu, rezygnując przy tym z części baterii elektrycznych w przedziałach znajdujących się pod kioskiem, a także kilku pomieszczeń oficerów, których przeniesiono do magazynu torpedowego. Pierwszy w historii start pocisku balistycznego z pokładu okrętu podwodnego miał miejsce 16 września 1955 roku. Wystrzelony ze znajdującego się na Morzu Białym wynurzonego B-67 pocisk R-11FM trafił w poligon testowy na Nowej Ziemi. W tym też roku rozpoczęto prace nad zmodyfikowaną wersją projektu 611, oznaczoną AW611. W 1959 roku pierwsze pociski R-11FM osiągnęły gotowość operacyjną, dając tym samym ZSRR miano pierwszego państwa uzbrojonego w wystrzeliwane z okrętu podwodnego pociski balistyczne. W trakcie regularnych patroli, pociski te nie były wyposażone w przeznaczone dla nich głowice nuklearne RDS-4 o mocy 10 kt, które przechowywane były na lądzie z możliwością zainstalowania w pociskach w razie zagrożenia atakiem. Tymczasem w 1955 roku Siergiej Korolow podjął decyzję o przeniesieniu prac nad pociskami balistycznymi dla okrętów podwodnych z OKB-1 do specjalnego biura konstrukcyjnego SKB-385 kierowanego przez Wiktora Makijewa, co pozwoliło Korolowowi skoncentrować się na strategicznych pociskach o większym zasięgu oraz programach kosmicznych. Po przeniesieniu programu pocisków dla okrętów podwodnych do SKB-385, biuro to rozpoczęło prace nad systemem rakietowym D-2, składającym się z nowego pocisku R-13 oraz nowej serii okrętów podwodnych projektu 629 (NATO: Golf).